# Placebo

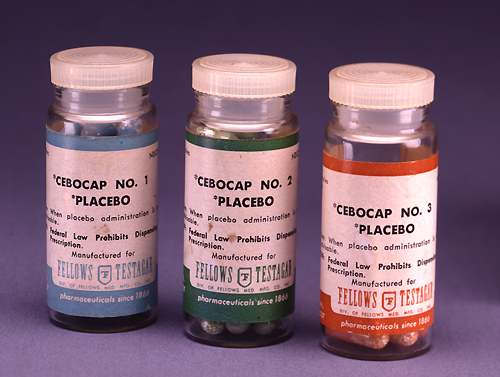
Opakowania zawierające substancje placebo

Placebo (łac. „będę się podobał”) – substancja lub działanie (np. zabieg chirurgiczny) obojętne, niemające wpływu na stan zdrowia pacjenta, podawane choremu jako terapia. Chory nie wie, że to, co zastosowano, nie jest prawdziwym leczeniem, zaś wszystko (dla leku głównie: wygląd, zapach, smak, konsystencja), oprócz leczniczych właściwości placebo jest takie samo, jak rzeczywistej terapii.
Często zastosowanie prawdziwego leku mogłoby być szkodliwe dla pacjenta, ale oszukanie go przez wmówienie, że przyjął lek, może poprawić jego sytuację psychiczną.
Placebo stosuje się również w badaniach nad działaniem leków, zabiegów medycznych i niekonwencjonalnych, używając go w ślepych i podwójnie ślepych próbach.

## Historia
Placebo jest prawdopodobnie tak stare, jak sama medycyna. Było głównie wykorzystywane, aby poprawić siły pacjenta. Począwszy od drobnych operacji usunięcia migdałków, które rzekomo stanowiły źródło zakażenia paciorkowcami, po wycinanie okrężnicy u pacjentów z epilepsją (co w obu przypadkach przynosiło wyraźną poprawę stanu zdrowia, mimo pozbawienia prawidłowo funkcjonującego organu).
W średniowieczu powszechne było stosowanie zasady ante patientum latina lingua est („w obecności chorego używaj tylko łaciny”) czy też informowanie chorych księży, że zostali „awansowani” do godności biskupich. Podobnie aktualne dyskusje „czy należy informować umierających pacjentów o ich stanie” i „czy należy informować chorego o przypuszczalnym rozpoznaniu bez jego potwierdzenia” w gruncie rzeczy opierają się na wierze w placebo (czy chęci uniknięcia efektu nocebo – efektów ubocznych wywołanych przyjęciem placebo).

## Efekt placebo w farmaceutyce
Zdarza się, że pacjent, który przyjął placebo zamiast prawdziwego leczenia, naprawdę zdrowieje. Z drugiej strony chory, wierząc, że przyjął silną dawkę leku, zauważa u siebie poprawę (przecież tak musi być!), chociaż ona w rzeczywistości nie nastąpiła. Oto hipotetyczny przykład:
| Grupa                                            | Grupa pierwsza – zwykły lek               | Grupa druga – placebo                                                                                               |
| Rozpoznanie (prawidłowe)                         | grypa bez powikłań                        | grypa bez powikłań                                                                                                  |
| Zalecona kuracja                                 | leczenie objawowe                         | antybiotykoterapia i leczenie objawowe                                                                              |
| Komentarz do leczenia                            | typowy sposób leczenia grypy bez powikłań | antybiotyk ma znaczenie jako ochrona przed zakażeniem bakteryjnym, ale nie ma wpływu na przebieg grypy bez powikłań |
| Pacjenci deklarujący poprawę po 4 dniach kuracji | 35%                                       | 65% |

Placebo jest wykorzystywane do testowania leków i różnych terapii w badaniach klinicznych. Grupie pacjentów, chorych na tę samą chorobę, mówi się, że zostaną poddani działaniu pewnego leku. Część z nich otrzymuje rzeczywisty lek, a część – identycznie wyglądające placebo.
Testowany lek okaże się skuteczny, jeśli w grupie leczonej lekiem testowanym odsetek osób wyleczonych lub z poprawą będzie większy niż w grupie leczonej placebo. Dodatkowo porównuje się częstość występowania działań niepożądanych w obu grupach. Te, które występują częściej w grupie leczonej lekiem testowanym, można przypisać działaniu testowanego leku. Działania niepożądane występują również w grupie leczonej placebo.
Zasadniczo silny efekt placebo widoczny jest w terapii zabiegowej, ważna jest także forma podania leku (zastrzyki wywołują silniejszy efekt aniżeli tabletki czy krople). Firmy farmaceutyczne dostosowują kolor tabletek kierując się badaniami efektu placebo. Różne nurty medycyny niekonwencjonalnej wykorzystują efekt placebo (np. bardzo rzadkie zioła sprowadzane z daleka).
Badanie porównawcze efektów leczenia z efektami placebo przeprowadzono w 2010 roku dla Cochrane Library. Badanie to objęło 202 eksperymentów klinicznych, nie stwierdzono, aby stosowanie placebo przynosiło istotne korzyści lecznicze.
Działanie homeopatii jest uważane za efekt placebo. Np. brytyjski Komitet do spraw Nauki i Technologii przy parlamencie (Science and Technology Committee) w roku 2010 zalecił z tej przyczyny wycofanie refundacji leczenia homeopatycznego ze środków publicznych.

### Efekt nocebo
Efekt nocebo to zjawisko polegające na wystąpieniu negatywnych objawów u pacjenta w wyniku oczekiwania niekorzystnych skutków leczenia, mimo że zastosowany środek nie ma działania farmakologicznego. Może objawiać się bólem, nudnościami, zawrotami głowy czy spadkiem nastroju. Efekt ten jest przeciwieństwem efektu placebo i stanowi poważne wyzwanie w badaniach klinicznych, ponieważ może wpływać na wyniki grup kontrolnych.

## Efekt placebo w psychologii
W psychologii i terapii somatycznej placebo jest znanym mechanizmem działania opartym na oczekiwaniu, nadawaniu znaczenia i poczuciu bezpieczeństwa. W przeciwieństwie do medycyny, gdzie efekt placebo traktowany jest jako zakłócenie w ocenie skuteczności interwencji (np. leku), w psychologii – a szczególnie w nurcie terapii umysł–ciało – placebo uznaje się za współaktywny składnik zmiany, a nie artefakt. Jego działanie jest integralną częścią procesu terapeutycznego.
Efekt placebo w psychologii jest psychobiologicznym mechanizmem zmiany, aktywowanym przez kontekst terapeutyczny, oczekiwania pacjenta, relację interpersonalną i symboliczny rytuał. Badania Benedettiego pokazują, że efekt placebo nie jest oszustwem — to psychobiologiczna reakcja powiązana z zaufaniem, kontekstem i oczekiwaniami. Taka perspektywa ukazuje efekt placebo jako element systemu umysł–ciało, a nie jako „fałszywą poprawę”. Zgodnie z ujęciem Bruce’a Wampolda, takie czynniki jak przymierze terapeutyczne, oczekiwania czy zaufanie interpersonalne – czasem błędnie określane mianem „placebo” – nie są zakłóceniem, lecz kluczowymi elementami procesu leczenia. Przedstawiony przez niego model kontekstualny ukazuje psychoterapię nie jako zbiór składników działających niczym substancje chemiczne, lecz jako interwencję opartą na relacji społecznej i nadawaniu znaczenia. Tak zwane czynniki niespecyficzne, takie jak wiara w skuteczność procesu czy życzliwość terapeuty, to mechanizmy zmiany potwierdzone empirycznie — zarówno w zakresie subiektywnych odczuć, jak i obiektywnych reakcji fizjologicznych.